# 加里波第大街 (贝内文托)

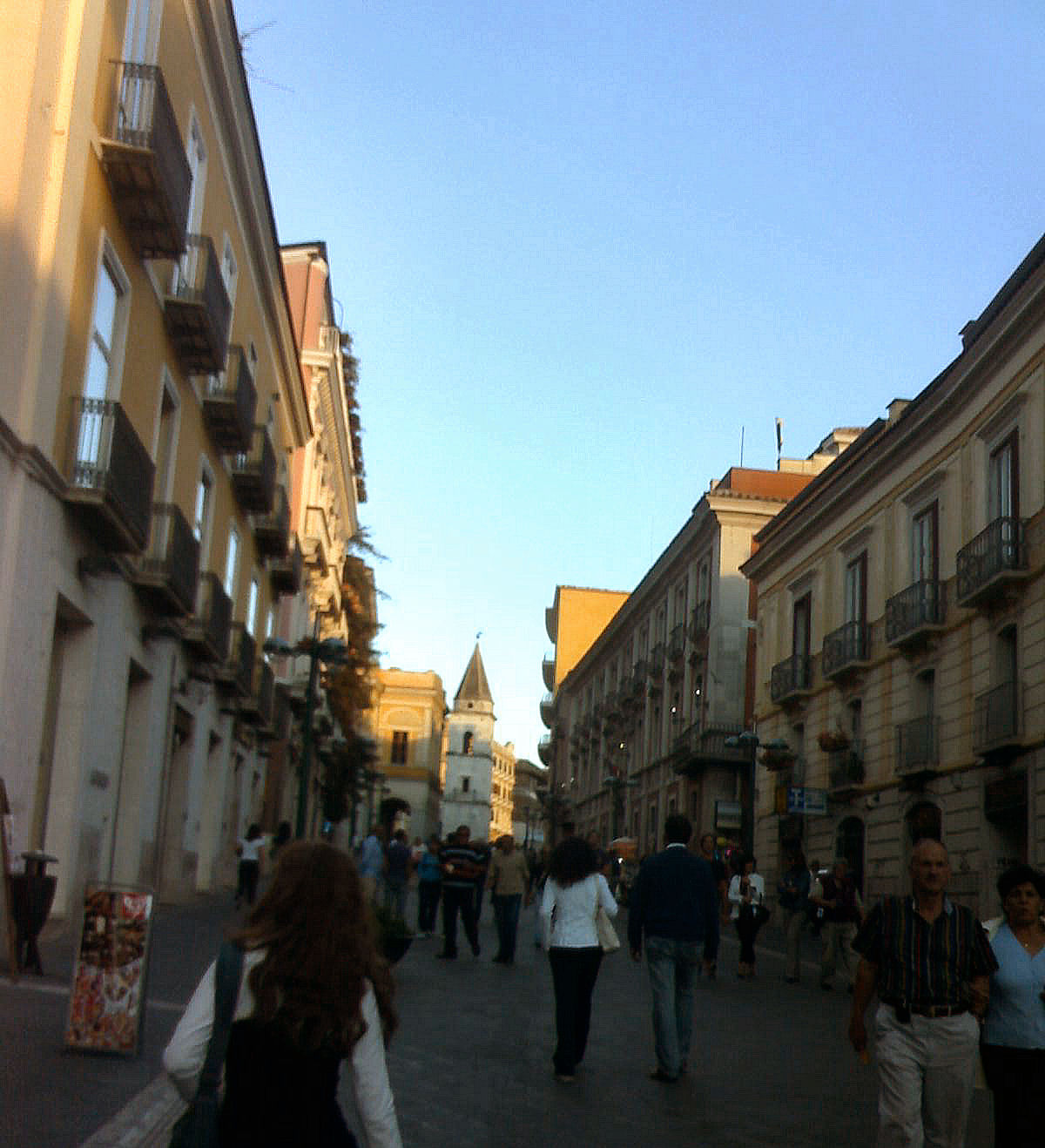
加里波第大街，对景为上智堂钟楼

加里波第大街（Corso Garibaldi）是意大利南部古城贝内文托历史城区的主轴线，得名于意大利爱国者朱塞佩·加里波第。
沿着加里波第大街，有众多的历史建筑，包括：圣母都主教座堂、保禄五世宫 、伊希斯神庙的埃及方尖碑、图拉真拱门、圣巴尔多禄茂宗徒圣殿、市立埃马努埃莱剧院、上智堂、政府宫，最后是雷托里城堡。